# 麥迪遜鎮區 (愛荷華州李縣)
麥迪遜鎮區（英語：Madison Township）是位於美國愛荷華州李縣的一個行政鎮區。

## 地方資料
根據2010年美國人口普查的數據，麥迪遜鎮區的面積為18.32平方千米，當中陸地面積為13.09平方千米，而水域面積為5.23平方千米。當地共有人口10843人，而人口密度為每平方千米591.87人。